# هلدنبرگ
هلدنبرگ (به آلمانی: Heldenberg) یک منطقهٔ مسکونی در اتریش است که در ناحیه هولابرون واقع شده‌است. هلدنبرگ ۱٬۲۱۲ نفر جمعیت دارد.